# منتخب الإكوادور لكرة السلة
منتخب الإكوادور الوطني لكرة السلة (بالإسبانية: Selección de baloncesto de Ecuador)‏ هو ممثل الإكوادور الرسمي في المنافسات الدولية في كرة السلة .